# La Fortaleza
La Fortaleza és l'actual residència oficial del Governador de Puerto Rico. Va ser construïda entre 1533 i 1540 per defensar el port de San Juan de Puerto Rico. L'estructura és coneguda també com el palau de Santa Catalina.
Des del 1982 forma part del Patrimoni de la Humanitat de la UNESCO.